# Dasymaschalon tueanum
Dasymaschalon tueanum är en kirimojaväxtart som beskrevs av Nguyên Tiên Bân. Dasymaschalon tueanum ingår i släktet Dasymaschalon, och familjen kirimojaväxter. Inga underarter finns listade i Catalogue of Life.